# Prisma de Porro

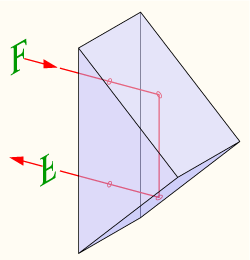
Prisma Porro.

Un  prisma de Porro  és un prisma reflectiu usat en certs dispositius òptics per a modificar la posició de la imatge. Se solen utilitzar en parells, formant un  prisma Porro doble  i una variant d'aquest últim és el  prisma Porro-Abbe .
El seu nom es deu al seu inventor, l'enginyer i òptic italià Ignazio Porro. El prisma Porro bàsic és una peça de vidre de base triangular isòsceles amb un angle a 90 º. En el prisma doble s'enfronten dos prismes iguals rotats 90 º de manera que un reculli la imatge reflectida per l'altre. La imatge es reflecteix en les facetes que formen l'angle recte per un procés de reflexió interna total sortint per la faceta per la que va entrar i en la mateixa direcció però desplaçada i invertida en el pla definit per l'alçada del prisma. Aquests prismes poden truncar per l'aresta a 90 º per estalviar pes i mida.

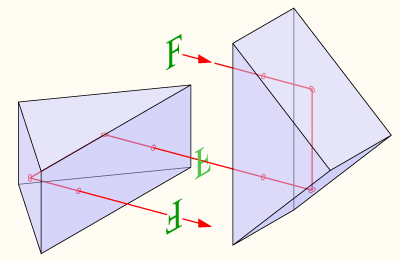
Prisma Porro doble.

En el prisma doble la imatge s'inverteix dues vegades en dos plans. Per aquest motiu es fan servir com a sistema de correcció d'imatge en prismàtics i altres instruments òptics. A més en augmentar la trajectòria que recorre la llum s'incrementa la distància focal, permetent reduir la grandària dels instruments òptics. Atès que la llum entra perpendicularment en el prisma aquesta no es dispersa. En invertir un nombre parell de vegades la imatge no s'inverteix d'esquerra a dreta. Les dues peces se solen enganxar amb adhesiu òptic.

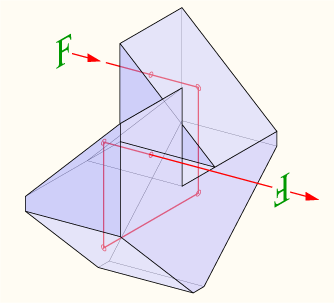
Prisma Porro-Abbe.

El prisma Porro-Abbe és una variant que rep el seu nom pel físic alemany Ernst Abbe. És un prisma similar al prisma Porro doble, amb la particularitat que és d'una sola peça i les facetes d'entrada i sortida estan en diferent posició, si bé la transformació de la imatge és la mateixa.